# Platysoma hemistrium
Platysoma hemistrium är en skalbaggsart som beskrevs av Sylvain Auguste de Marseul 1879. Platysoma hemistrium ingår i släktet Platysoma och familjen stumpbaggar. Inga underarter finns listade i Catalogue of Life.